# Stelletta porosa
Stelletta porosa är en svampdjursart som beskrevs av Kieschnick 1896. Stelletta porosa ingår i släktet Stelletta och familjen Ancorinidae. Inga underarter finns listade i Catalogue of Life.